# Richard Hamann-Mac Lean
Richard Hamann-Mac Lean (* 19. April 1908 in Charlottenburg; † 19. Januar 2000 in Mainz) war ein deutscher Kunsthistoriker.

## Leben
Hamann-Mac Lean, Sohn des Kunsthistorikers und Universitätsprofessors Richard Hamann, nahm bereits während seiner Schulzeit am Gymnasium Philippinum Marburg an den kunstgeschichtlichen Fotoexkursionen seines Vaters teil. Hier legte er auch 1926 sein Abitur ab. Er studierte von 1927 bis 1934 Kunstgeschichte, Archäologie, Philosophie und Romanistik in Marburg, München, Berlin, Paris und Frankfurt am Main. 1934 wurde er an der Universität Frankfurt mit seiner Dissertationsschrift über das Lazarusgrab in Autun zum Dr. phil. promoviert. Im selben Jahr wurde er Lehrer für moderne Kunst an der Städelschule in Frankfurt am Main und Mitglied der SA. Als Fotograf wirkte er u. a. bei der Inventarisation der Kunstdenkmäler in Hohenzollern mit und übergab dem Bildarchiv Foto Marburg, das sein Vater leitete, etwa 15.000 Fotos. Zusätzlich hielt er Vorträge an Volkshochschulen und leitete Exkursionen des NS-Freizeitwerks Kraft durch Freude. 1939 benannte er sich, nach dem Geburtsnamen seiner Mutter, in Hamann-Mac Lean um, um sich von seinem gleichnamigen Vater zu unterscheiden. Im selben Jahr habilitierte er sich an der Universität Halle bei Wilhelm Waetzoldt und trat dem NS-Kraftfahrkorps und der NSV bei.
Während des Zweiten Weltkriegs wurde er 1940 Dozent in Halle, aber kurz darauf beurlaubt, um im Ahnenerbe als Fotograf mitzuwirken. Zusammen mit dem deutschbaltischen Kunsthistoriker Nils von Holst, Leiter des Außenamts der Staatlichen Museen zu Berlin, organisierte MacLean zwischen März und November 1940 eine Fotokampagne in den UdSSR zur Dokumentation des ortsfesten deutschen Kulturguts im Baltikum. Die Fotos waren für das Preussische Forschungsinstitut für Kunstgeschichte der Universität Marburg bestimmt. Seit Ende 1940 diente der überzeugte Pazifist in leitender Position, aber bewusst nur als einfacher Soldat, in der Abteilung „Kunstschutz“ innerhalb der Militärverwaltung in Frankreich. Ende 1941 dort entlassen, leistete er seit 1942 Kriegsdienst bei der Flak.
Nach kurzer Kriegsgefangenschaft wurde er Privatdozent an der Universität Marburg, wo er sich für die Wiederherstellung des kunsthistorischen Seminars und des Museums engagierte. Daneben schrieb er auch für die Neue Zeitung und war von 1946 bis 1950 Direktor der Volkshochschule Marburg. 1949 wurde Hamann-Mac Lean zum außerordentlichen Professor und wissenschaftlichen Rat in Marburg ernannt. In den 1950ern engagierte sich Hamann-Mac Lean gegen die Westbindung der Bundesrepublik und die Stationierung von Atomwaffen in Deutschland und korrespondierte unter anderem mit Kurt Hiller, später setzte er sich gegen die Notstandsgesetze ein. 1967 wechselte er als Ordinarius an die Universität Mainz und wurde dort 1973 emeritiert.
Hamann-Mac Lean gehörte zu „den herausragenden Gelehrten der kunsthistorischen Mediävistik.“ Seine Forschungsschwerpunkte lagen in der Architektur und Plastik des französischen und deutschen Früh- und Hochmittelalters sowie in der byzantinischen Malerei. Zu seinen zentralen Forschungsergebnissen zählen die stilistischen Nachweise, dass der frühgotische Naumburger Meister auch in Nordfrankreich als Bildhauer bei einer Türsturzkonsole der Kathedrale von Noyon tätig war und dass es sich bei Nikolaus von Verdun nicht nur um eine Einzelperson, sondern um eine Werkstatt mit mindestens 5 verschiedenen Kunsthandwerkern gehandelt hat. Er galt als der beste Kenner der Kathedrale von Reims, deren Baugeschichte von ihm entscheidend umgeschrieben wurde. Der letzte Band der Reims-Publikation wurde allerdings erst nach seinem Tod, basierend auf Materialien in seinem Nachlass, veröffentlicht.

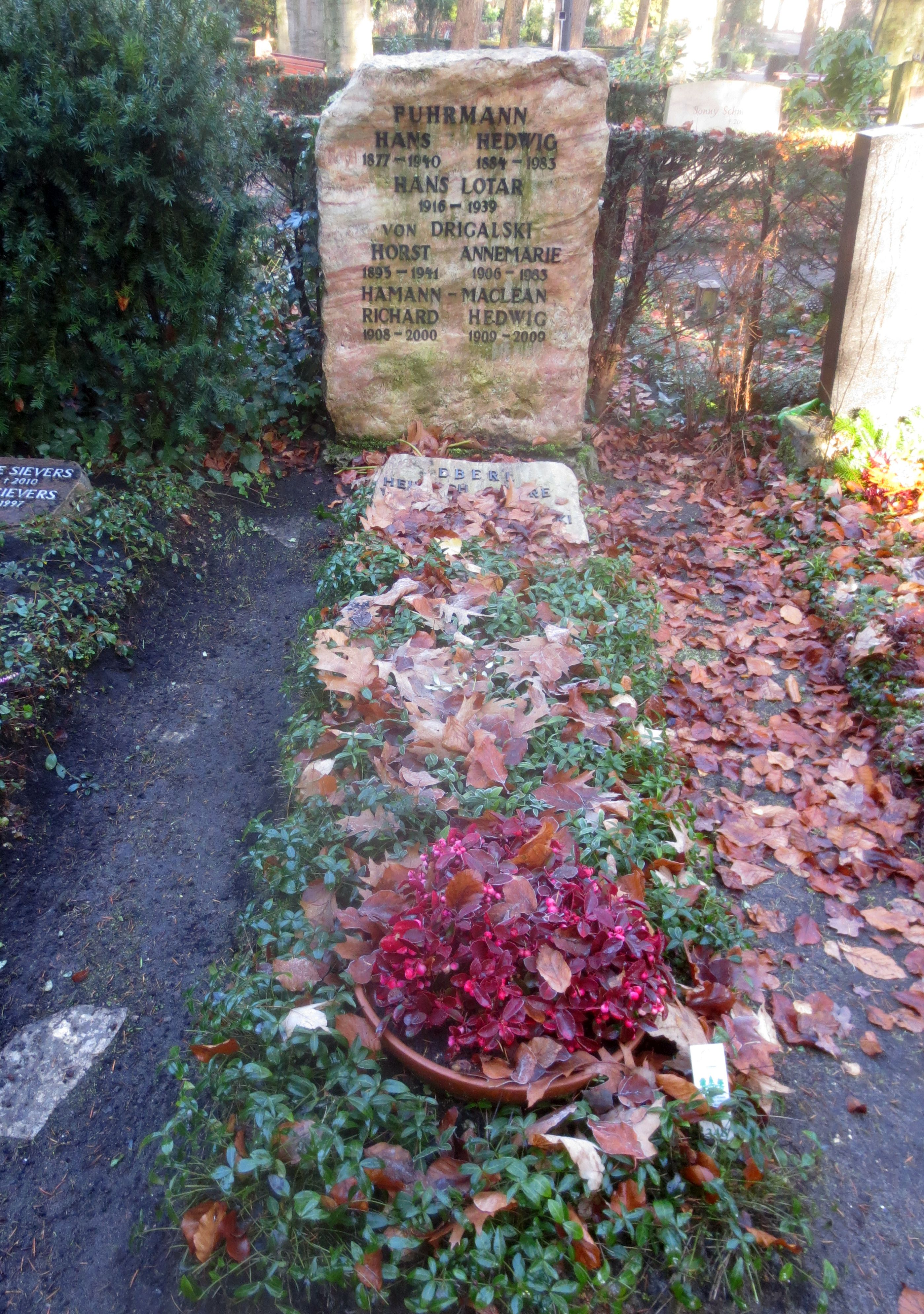
Grab von Richard Hamann-Mac Lean auf dem Friedhof Heerstraße in Berlin-Westend

Richard Hamann-Mac Lean starb im Januar 2000 im Alter von 91 Jahren in Mainz. Sein Grab befindet sich auf dem landeseigenen Friedhof Heerstraße in Berlin-Westend. Er ruht dort an der Seite seiner Gattin Hedwig geb. Fuhrmann (1909–2009), mit der er seit 1934 verheiratet gewesen war.
Die Fotosammlung aus dem Nachlass von Hamann-Mac Lean befindet sich an der Universität Trier. Das Bildarchiv Foto Marburg führt zwei Zeichnungen von Alf Bayrle, die aus der Sammlung Hamann-Mac Lean stammen.

## Publikationen (Auswahl)
- Das Lazarusgrab in Autun. Dissertationsschrift, Verlag des kunstgeschichtlichen Seminars der Universität Marburg 1935
- mit Richard Hamann: Olympische Kunst. Erweiterte Neuausgabe, Hopfner, Burg bei Magdeburg 1936
- mit Jean Verrier: Frühe Kunst im Westfränkischen Reich. Pantheonverlag Leipzig 1939[2]
- Das ikonographische Problem der „Friedberger Jungfrau“. Habilitationsschrift, Hopfner, Burg bei Magdeburg 1939
- Grundlegung zu einer Geschichte der mittelalterlichen Monumentalmalerei in Serbien und Makedonien, Schmitz, Gießen 1976
- mit George Galavaris: Brotstempel aus der Prinz-Johann-Georg-Sammlung in Mainz, Kunstgeschichtliches Institut Mainz 1979
- Stilwandel und Persönlichkeit. Gesammelte Aufsätze 1935–1982. Steiner-Verlag, Wiesbaden 1988
- mit Ise Schüßler: Die Kathedrale von Reims. 8 Bände. Steiner, Stuttgart 1993–2008